# Capella caminera de Sant Procopi
La capella caminera de Sant Procopi és una obra de la Pobla de Claramunt (Anoia) inclosa a l'Inventari del Patrimoni Arquitectònic de Catalunya.

## Descripció
És una edificació religiosa anomenada capelleta caminera. Està formada per una graons i una capelleta de petites dimensions que data de l'any 1977. La figura del Sant està representada en un plafó ceràmic. Tot ell està vorejat per un rivet de flors i hi dominen els tons blancs, verds i blaus. La base té un mosaic amb una inscripció amb lletres barroques.

## Història
La veneració a Sant Procopi està molt arrelada a la Pobla, però mai hi ha hagut cap capella dedicada a aquest Sant. La capelleta en qüestió està situada a la Carretera d'Igualada i està datada al segle xviii, encara que la construcció actual és recent (va ser destruïda el 1936 i refeta el 1940).